# Kazimierz Pyzik
Kazimierz Pyzik (* 10. Juni 1955 in Krakau) ist ein polnischer Komponist, Kontrabassist und Gambist.
Pyzik studierte Kontrabass bei Ryszard Daun, Musiktheorie bei Aleksander Frączkiewicz und Komposition bei Marek Stachowski an der Musikakademie Krakau sowie Gambe bei Hartwig Groth am Meistersinger-Konservatorium in Nürnberg und bei Wieland Kuijken am Königlichen Konservatorium Brüssel.
Als Gambist spielt Pyzik Musik der Renaissance und des Barock, tritt mit Gruppen wie  Fiori Musicali und der Camerata Cracovia auf und leitet ein eigenes Gambenensemble. Als Cellist und Kontrabassist hingegen spielt er vorwiegend Musik des 20. Jahrhunderts, arbeitet mit Ensembles wie MW2 und dem Olga-Szwajgier-Quartett zusammen und spielte zahlreiche Uraufführungen zeitgenössischer Werke. Als Komponist gewann er mehrere nationale Wettbewerbe, darunter den Artur-Malawski-Wettbewerb. Seine Werke wurden bei großen polnischen Festivals wie dem Warschauer Herbst sowie in Deutschland, Frankreich, Jugoslawien, Dänemark und den Vereinigten Staaten aufgeführt. Von 1994 bis 1997 war Pyzik Dozent beim Internationalen Workshop für zeitgenössische Musik in Krakau.

## Werke
- Medytacja na przemijanie für Stimme, Gambe und Cembalo (1977)
- Concerto a tre per für Violine, Oboe und Posaune mit Orchester (1978)
- Preludium i kanon für gemischten Chor und Kammerorchester (1978)
- Streichquartett (1978)
- O!?, abstrakte Oper (1978)
- Musica speculativa für mittelalterliche Instrumente (1978)
- Etiudy wirtuozowskie für verschiedene Soloinstrumente (1979–1981)
- Sonata für Flöte und Vibraphon (1980)
- Streichquintett (1980)
- Trio D-dur für Kontrabass, Orgel und Perkussionsinstrumente (1981)
- Sonata für Barockoboe und basso continuo (1981)
- Małe concertino für Posaune und Bläserensemblr (1981)
- Oktet für Zupfinstrumente (1981)
- Medytacja na zaskoczenie für Sopran und Kontrabass (1981)
- Action I für Orchester (1982)
- Bläserquartett (1982)
- Action II für Orchester (1983)
- Stymulacje für Oboe (1984)
- Action III für Orchester und Dirigent (1984)
- Symfonia nr 1 – 5 (1984–1995)
- Tiento für Kontrabass (1986)
- Bläserquartett (1992)
- Limes per violoncello, contrabbasso, fisarmonica e 2 sintetizatori (1992)
- Immersion für Fagott, Kontrabass, Streichtrio und Cembalo (1992)
- Suita nr 4 für Viola da gamba solo (1996)
- Suita nr 6 für Viola da gamba solo (1997)
- Halucynacja nr 2 für präparierten Kontrabass und Elektronik (1999)
- Halucynacja nr 4 für Akkordeon und Streichquartett (1999)
- Ex libris K.P., Instrumentaltheater (2003)
- Le tombeau pour un Maître für Klavier (2005)
- Toccata variopinta (Toccata pstrokata) für Klarinette, Posaune, Cello und Klavier (2006)